# Iglesia de Santo Tomás de Villanueva (Miagao)
La Iglesia parroquial de Santo Tomás de Villanueva o Iglesia de Miagao es una iglesia católica ubicada en el municipio de Miagao en la provincia de Iloílo en las Filipinas.
Se la conoce también como Iglesia-fortaleza de Miagao puesto que sirvió como torre defensiva de la ciudad contra los ataques de los moros musulmanes. La iglesia fue declarada Patrimonio de la Humanidad el 11 de diciembre de 1993 junto con la iglesia de San Agustín de Manila; la iglesia de Nuestra Señora de la Asunción en Santa María, Ilocos Sur; y iglesia de San Agustín en Paoay, Ilocos Norte bajo el título colectivo de Iglesias barrocas de las Filipinas, un grupo de cuatro iglesias de la época española en estilo barroco.

## Historia
Miagao fue primero una visita o arrabal de Oton hasta 1580, Tigbauan hasta 1592, San Joaquín hasta 1703 y Guimbal hasta 1731. Se convirtió en parroquia independiente de los agustinos en 1731 bajo la advocación de Santo Tomás de Villanueva. Con el establecimiento de la parroquia, se construyeron una iglesia y un convento en una tierra cercana al mar, llamada Ubos. El padre Fernando Camporredondo sirvió como el primer cura párroco de la ciudad en 1734. Cuando la ciudad experimentaba frecuentes invasiones de los moros en 1741 y 1754, la ciudad se iba a un lugar más seguro. Ahí se construyó una nueva iglesia en 1787 a través de trabajos forzados bajo la supervisión de fray Francisco Gonzales, cura párroco y con el gobernador español Domingo Libo-on. Fue construida sobre el punto más alto de la ciudad, para guardarla de los invasores llamados Tacas. Después de diez años, la ciudad se terminó en 1797. Se diseñó con muros gruesos para servir de protección a los invasores. Resultó gravemente dañada durante la revolución filipina pero después se reconstruyó. Sufrió por el fuego en 1910, la Segunda Guerra Mundial y el terremoto de Lady Caycay en 1948. La iglesia de Miagao actual es la tercera construida desde su establecimiento en 1731. Para conservar la iglesia, pasó por una restauración en 1960 y terminada en 1962. Fue declarada un santuario nacional por decreto presidencial n.º 260 emitido por el anterior presidente Ferdinand Marcos.
Se trata de la última de las grandes iglesias del barroco colonial español, con todo lo que ello implica. Significa, pues, el fin de una era y de un estilo exclusivo tanto en el mundo y como en la historia. La iglesia de Santo Tomás de Villanueva, gracias a su propia concepción, ha aguantado en pie hasta nuestros días, viendo pasar ante su fachada el embate de terremotos, incendios, bombardeos y hambrunas.

## Arquitectura

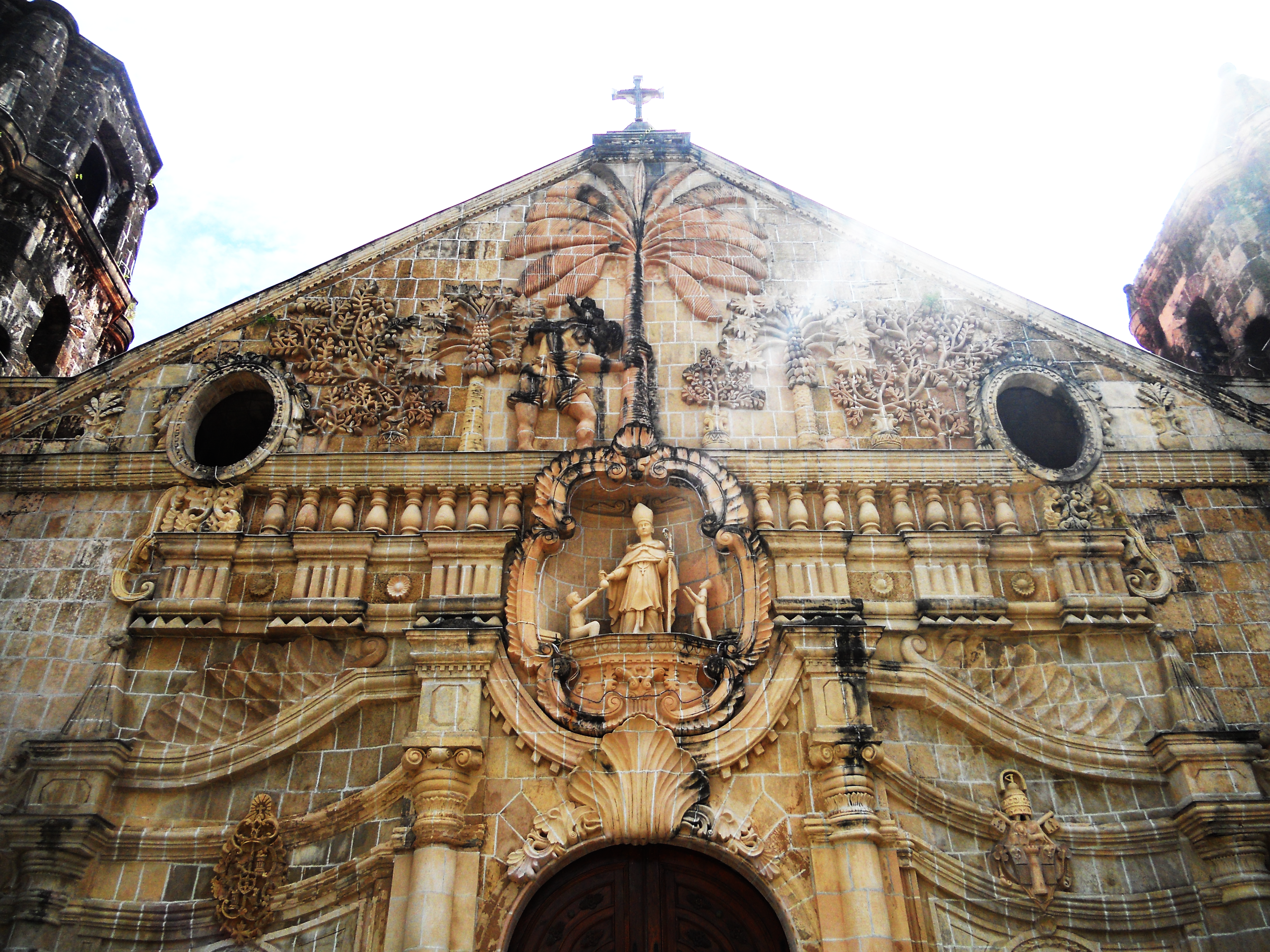
Vista frontal al relieve de la fachada.

El estilo general de la iglesia cae dentro de lo que es el estilo arquitectónico del barroco colonial español. Su color ocre se debe a los materiales usados al construir la iglesia: adobe, huevo, coral y caliza., La cimentación de la iglesia tiene seis metros de profundidad y los macizos muros de piedra, 1,5 metros de espesor,  reforzados con el uso de contrafuertes de 4 metros de espesor como protección frente a los invasores moros, como se estipuló en el decreto real 111 de 1573 (Leyes de Indias).

### Fachada
La fachada de la iglesia de Miagao está formada por un bajorrelieve decorado, en medio de dos enormes campanarios en forma de torres de vigilancia a cada lado. El bajorrelieve muestra influencia mixta con elementos de tradiciones diversas: hispanomedieval, china, musulmana y local, lo que ocnfiere una característica única a la fachada de esta iglesia. Una parte destacada de la fachada es un cocotero representando el árbol de la vida en el cual se apoya san Cristóbal. San Cristóbal viste ropas tradicionales locales, y lleva al Niño a su espalda. El resto de la fachada presenta la vida cotidiana de las gentes de Miagao en aquella época, incluyendo flora (como la papaya, el coco o la palmera) y fauna.,
Sobre la puerta de entrada, de madera, en el centro de la fachada justo debajo de la imagen de san Cristóbal, se encuentra una imagen tallada del santo patrono de la ciudad, santo Tomás de Villanueva. A cada lado de la puerta están las imágenes de san Enrique de Baviera y el papa Pío VI., Sobre las imágenes de san Enrique y el papa están sus respectivos escudos.

### Campanario
Dos enormes campanarios desiguales directamente unidos al cuerpo principal de la iglesia servían como atalayas para defensa de la ciudad contra la invasión de los moros. Tienen dos diseños diferentes puesto que son encargo de dos sacerdotes distintos. En el lado izquierdo está el campanario antiguo, el más alto con cuatro niveles. Originariamente, el campanario del este se construyó con sólo dos niveles. Fue en 1830 cuando el padre Francisco Pérez decidió añadirle otra planta al campanario del este. De esta manera, el campanario del este tiene una planta menos que el del oeste.

### Interior
La estructura más destacada del interior es un retablo de oro plateado. El altar actual es original, del siglo XVIII y se creyó perdido por el fuego de 1910 y descubierto durante las excavaciones de 1982. Contiene tres nichos. En el medio está el crucifijo y a ambos lados, estatuas del santo patrón, Santo Tomás de Villanueva, y de San José. El tabernáculo por debajo del crucifijo está acabado en un 98% oro y plata puros. A ambos lados hay imágenes del Sagrado Corazón de Jesús y el Inmaculado Corazón de María, que se remontan a 1780.

### Baptisterio
El baptisterio contiene la imagen del Birhen ng Barangay en piedra caliza y ropa filipina tradicional recuperados en las excavaciones de 1982. Las imágenes originales de finales de 1790 de santo Tomás de Villanueva puede también encontrarse encerrada en una vitrina de cristal en la parte posterior de la iglesia.